# سیارک ۵۱۹۸۳
سیارک ۵۱۹۸۳ (به انگلیسی: 51983 Honig، نامگذاری:2001SZ8) پنجاه و یک هزار و نهصد و هشتاد و سومین سیارک کشف شده‌است که در ۱۹ سپتامبر ۲۰۰۱ کشف شد.